# Cola prensil
Una cola prensil es la cola de un animal que tiene una adaptación biológica que le permite agarre o sujetar objetos. Las colas plenamente prensiles puede ser usadas para sujetar o manipular objetos, y en particular para ayudar a criaturas arborícolas a encontrar y comer comida en los árboles. Si el rabo no puede ser usado para sujetar o manipular objetos, es considerado solo parcialmente prensil. Tales colas son usadas con frecuencia para anclar el cuerpo de un animal al colgar de una rama, o como ayuda para escalar. El término prensil significa «capaz de agarrar» (proviene del latín prehendere, sujetar, agarrar).

## Evolución de la cola prensil
Un punto de interés es la distribución de los animales de cola prensil. La cola prensil es predominantemente una adaptación del nuevo mundo, especialmente entre los mamíferos. Muchos más animales en América del Sur tienen colas prensiles que en África y el sudeste de Asia. Se ha argumentado que los animales con colas prensiles predominan en América del Sur, así como el bosque es muy denso en comparación con el de África o el sudeste asiático. Por el contrario, en un bosque menos denso, como en el sudeste de Asia, se observa que los animales planeadores, como los colugos, o Chrysopelea tienden a ser más comunes, mientras que hay pocos vertebrados planeando en América del Sur. También las selvas tropicales de América del Sur tienden a tener más lianas, ya que hay un menor número de grandes animales para comerlas en comparación con África y Asia, la presencia de lianas quizá ayude a los animales escaladores, pero obstruye a los planeadores. Curiosamente, Australia contiene muchos mamíferos con colas prensiles y muchos mamíferos que pueden planear; de ello, todos los planeadores australianos tienen colas que son prensiles en cierto grado.

## Anatomía y fisiología de la cola prensil
Las colas prensiles están principalmente presentes en vertebrados, sin embargo, algunos invertebrados tales como Scorpiones también tienen apéndices que pueden ser considerados colas. Sin embargo, solo los vertebrados son conocidos por haber desarrollado colas plenamente prensiles. Muchos mamíferos con colas prensiles tienen una especie de «parche» para ayudar al agarre. Este parche es conocido como «almohadilla de fricción».

## Animales con colas plenamente prensiles

### Mamíferos
- Platyrrhini. Muchos Platyrrhini de la familia Atelidae, la cual incluye monos aulladores, monos arañas y monos lanudos, tienen colas prensiles con, a veces, una almohadilla táctil. Esto está en contraste con Cercopithecidae que no tienen colas prensiles.[1]

- Didelphimorphia. Un grupo de marsupiales proveniente de América. Existe evidencia anecdótica de que los marsupiales pueden usar sus colas prensiles para llevar material de nidificación.

- Vermilingua. Los osos hormigueros se encuentran en América central y Sudamérica. Tres de las cuatro especies de oso hormiguero, el oso hormiguero sedoso y las dos especies de tamandua, tienen colas prensiles.

- Arctictis binturong. Uno de los pocos animales del Viejo Mundo con una cola totalmente prensil, aunque los binturongs solo usan la punta de las colas a este respecto.

- Potos flavus. El kinkajú, que se encuentra en América central y Sudamérica, es otro animal del orden Carnivora, aparte de Arctictis binturong, que presenta una cola plenamente prensil.[3]

- Micromys minutus. El ratón espiguero también tiene una cola plenamente prensil. Comúnmente se encuentran entre las zonas de pastos altos, tales como los cultivos de cereales (sobre todo trigo y avena), arcenes de carreteras, setos, cañaverales, diques y marismas.

- Erethizontidae los géneros Coendou y Chaetomys tienen colas plenamente prensiles que les ayudan a subir y evitan que se caigan de los árboles.[2]

- Manis tricuspis. Los pangolines arborícolas también tienen una cola plenamente prensil.

## Animales con colas parcialmente prensiles

### Mamíferos

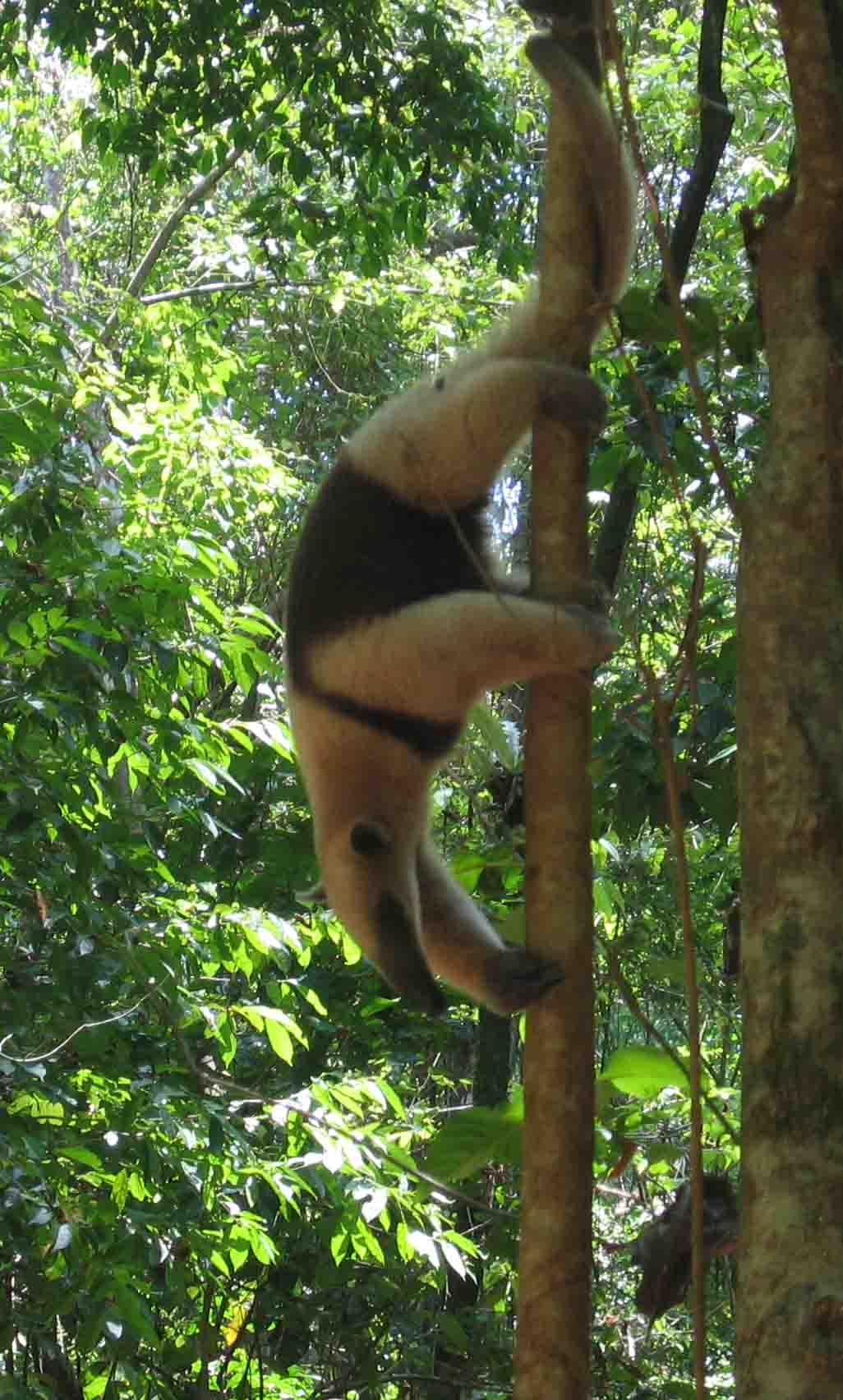
Un Tamandua mexicana haciendo uso de su cola prensil

- Platyrrhini. el mono capuchino grácil. Es interesante notar que el capuchino es más que suficientemente inteligente como para hacer pleno uso de su cola prensil, pero debido a que la cola carece de un área de piel desnuda para un buen agarre solo se utiliza en escalada y colgando. Otras razones que expliquen esta prensilidad parcial podrían incluir la falta de fuerza o la flexibilidad en la cola, o simplemente no tener necesidad de manipular objetos con ella.

- Erethizontidae. Las 15 especies de puercoespín divididas entre 3 géneros (Coendou y Sphiggurus) tienen cola prensil. Se encuentran en América del Sur, con una de las especies que se extienden a México.

- Rattus. Las ratas han sido conocidas por ser capaz de envolver la cola alrededor de un objeto después de correr alrededor de ese objeto, lo que da a estos seres una pequeña pizca de equilibrio. También se les ha visto capaces de colgar brevemente de un objeto, aunque por poco tiempo.

- Phalangeriformes. Este grupo de 63 especies se encuentra en Nueva Guinea y algunas islas cercanas. Todos los miembros del suborden tienen colas prensiles, sin embargo, las colas de algunos miembros, como el Acrobatidae tienen una capacidad prensil limitada. Es de especial interés, que todos los grupos de planeadores marsupiales pertenezcan a este suborden.

- Potoroidae. Un grupo marsupial encontrado en Australia que incluye los Bettongia y el Potorous. Estos tienen colas débilmente prensiles.

- Monito del monte. Un pequeño marsupial de América del Sur con una cola prensil.

### Peces
- Syngnathidae. Muchas especies de este grupo, el cual incluye a Hippocampus[5] y a los Syngnathinae, tienen colas prensiles.